# Muslickberget
Muslickberget är ett berg i Hamra distrikt (Los socken) i Ljusdals kommun, Gävleborgs län (Dalarna). Berget ligger i närheten av Hamra nationalpark och Finnmarksleden.